# Moldflow
El programa de Moldflow es un programa computacional con el cual los ingenieros pueden simular el flujo de un polímero en un molde por medio de la técnica de moldeo por inyección principalmente.
Pertenece al tipo de programas de cálculo de elementos finitos
Este programa ayuda a determinar cual es la mejor distribución de los canales y el balance correcto, esto es un paso determinante en el diseño de un molde de buena calidad, los canales con buen balance no suelen ser los que la lógica dictaría a primera vista.
Enlaces externos
Sitio oficial de Moldflow
- Datos: Q6895780